# خون حقیقی
خون حقیقی (به انگلیسی: True Blood) یک مجموعه تلویزیونی درام آمریکایی است که توسط آلن بال، سازنده شش فوت زیر زمین، تهیه شده‌است. این مجموعه برداشت آزادی از سری رمان‌های اسرار خون‌آشام جنوب است که توسط شارلین هریس نوشته شده‌است و به شرح جزئیات هم‌زیستی خون‌آشام‌ها و انسان‌ها در بن تمپز، شهر خیالی در ایالت لوئیزیانا، می‌پردازد. شخصیت اصلی داستان سوکی استک‌هاوس (آنا پاکوین) نام دارد، پیش‌خدمتی با قدرت تله‌پاتی که دلباخته خون‌آشامی به نام بیل کامپتون (استیون مویر) می‌شود.
این سریال تلویزیونی در ایالات متحده آمریکا توسط شبکه کابلی اچ‌بی‌او پخش می‌شود. تولید این سری نتیجه همکاری اچ‌بی‌او و کمپانی تولید بال است. اولین قسمت این مجموعه در هفتم سپتامبر ۲۰۰۸ به نمایش درآمد.
فصل اول این سریال برندهٔ چندین جایزه از قبیل جایزه گلدن گلوب و جایزه امی شده‌است. فصل دوم این مجموعه در ۱۲ قسمت در ۱۴ ژوئن ۲۰۰۹ و فصل سوم در ۱۳ ژوئن ۲۰۱۰ به نمایش درآمد. فصل چهارم این سریال در سال ۲۰۱۱ ساخته شد. فصل پنجم آن برای سال ۲۰۱۲ به نمایش درآمد و سپس فصل ششم و هفتم هم ساخته شدند.
این سریال به اتمام رسیده‌است.

## بازیگران
خون حقیقی مجموعه وسیعی از بازیگران را به خدمت گرفته‌است که عده‌ای از آنان شخصیت‌های اصلی و عده‌ای دیگر شخصیت‌های مکمل هستند که به فراخور داستان در سری ظاهر می‌گردند. گرچه داستان در شهر خیالی بن تمپز در ایالت لوئیزیانا اتفاق می‌افتد، اما تعداد قابل توجهی از بازیگران این مجموعه در اصل آمریکایی نیستند. سازنده مجموعه در مصاحبه‌ای اعلام نمود که انتخاب بازیگران غیر آمریکایی با قصد قبلی نبوده بلکه وی «حاضر بود به هر جایی برود تا بتواند بازیگرانی را پیدا کند که شخصیت‌ها را زنده کنند». وی در ادامه افزود در انتخاب بازیگران بیشتر از آنکه به شباهت‌های فیزیکی میان بازیگران و شخصیت‌های توصیف شده در رمان توجه شود، تمرکز در انتخاب بازیگرانی بوده که به بهترین وجه شخصیت‌های داستان را نمایش دهند.